# Ла Форест, Рональд
Рональд (Рон) Ла Форест (англ. Ronald La Forest; 28 ноября 1954, Карнейдж) — тринидадский футболист и футбольный тренер.

## Биография
В качестве футболиста выступал на позиции нападающего. Был одним из сильнейших карибских форвардов своего времени. Наибольших успехов Ла Форест добился в составе «Дефенс Форса», с которым неоднократно побеждал в чемпионате страны. В 1984 году тринидадец стал первым карибским футболистом, переехавшим играть в Гонконг. Однако выступления в команде «Истерн Лайонз» оказались недолгими: Ла Форест получил тяжелую травму, после чего он завершил карьеру. За сборную Тринидад и Тобаго нападающий провел 34 игры и забил 11 годов.
Вернувшись на родину, он начал тренировать. Ла Форест работал со многими местными команды. В начале нулевых он приводил «Сан-Хуан Джаблоти» к титулу чемпиона Тринидада и Тобаго. Несколько лет Ла Форест работал в системе сборных — в 2004 году непродолжительное время он возглавлял «соку уориорз», а затем специалист работал с молодежной и олимпийской командой тринидадцев. Последним коллективом в карьере тренера был «Ма Пау».
В 1997 году Рон Ла Форест основал на родине собственную академию, в которой он продолжает работать.

## Достижения

### Футболиста
- Чемпион Тринидада и Тобаго (6): 1972, 1973, 1974, 1975, 1976, 1977.
- Обладатель Кубка Тринидада и Тобаго (1): 1974.

### Тренера
- Чемпион Тринидада и Тобаго (1): 2002.
- Обладатель Кубка лиги Тринидада и Тобаго (2): 2000, 2003.